# Something's Gotta Give
Something's Gotta Give (Cuando menos te lo esperas en España y Alguien tiene que ceder en Hispanoamérica) es una película del género comedia romántica del año 2003, dirigida por Nancy Meyers y protagonizada por Jack Nicholson y Diane Keaton, interpretación que significó la cuarta nominación al Oscar para la actriz.

## Trama
Harry Sanborn es un rico propietario de una compañía discográfica de Nueva York que solo sale con mujeres menores de 30 años, incluida su última novia, Marin Klein. Los dos van a la casa de playa de Hamptons de su madre esperando estar solos. Sin embargo, su madre, una dramaturga llamada Erica Barry, y la hermana de Erica, Zoe, llegan inesperadamente.
Después de una cena incómoda, la noche se vuelve desastrosa cuando, durante los acercamientos íntimos con Marin, Harry sufre un infarto y es llevado de urgencia a un hospital. El médico que lo atiende, Julian Mercer, le dice a Harry que se quede cerca por unos días, por lo que Harry se queda con Erica a regañadientes. Sus personalidades chocan en un principio ocasionando todo tipo de situaciones incómodas, incluso accidentalmente Harry viendo a Erica completamente desnuda. Sin embargo, pronto encuentran cualidades encantadoras el uno en el otro y comienzan a formar una conexión. La relación de Harry con su hija y la incipiente relación de Erica con Julian se convierten en obstáculos para su creciente atracción. Marin le dice a su madre que romperá con Harry, pero él termina primero. Harry y Erica pasan más tiempo juntos y finalmente tienen relaciones sexuales. Julian le dice a Harry que ha mejorado lo suficiente como para regresar a la ciudad. Él y Erica comparten un adiós incómodo, ya que a pesar de sus fuertes sentimientos, Harry claramente duda en entablar una relación seria.
Marin recibe la noticia de que su padre y exmarido de Erica, Dave Klein, se va a volver a casar con un médico que es sólo dos años mayor que ella. Aunque Erica no se ve afectada por la noticia, Marin está devastada y presiona a su madre para que la acompañe a una cena. En la cena, Erica ve a Harry en otra mesa con otra mujer mucho más joven. Sigue una discusión y Erica admite que está enamorada de Harry, pero él no corresponde, por lo que termina las cosas entre ellos y se va. Harry sufre lo que él cree que es otro ataque al corazón, pero en la sala de emergencias le dicen que fue un ataque de pánico .
Devastada, Erica regresa a casa donde llora casi sin parar durante varias semanas, vertiendo su angustia en una nueva obra sobre una mujer que se enamora del novio de su hija, titulándola "Una mujer para amar", una frase que Harry había usado para describir a Erica. Harry se entera de la obra y corre al teatro, donde se está ensayando. A pesar de sus negativas, es obvio que ha utilizado los detalles más personales de su aventura en la obra. Cuando él le dice que todavía se preocupa por ella, Erica lo rechaza. Después de enterarse de que su personaje muere en la obra, sufre otro ataque de pánico. En el hospital, le dicen que necesita desestresarse y se traslada temporalmente a las Bahamas.
Seis meses después, la obra de Erica es un gran éxito. Harry visita a Marin para disculparse por cualquier falta de respeto pasada y descubre que ahora está felizmente casada y embarazada. Marin le informa a Harry que Erica está en París celebrando su cumpleaños. Harry vuela a París y sorprende a Erica en su restaurante favorito. Él le dice a Erica que se ha acercado a todas las mujeres jóvenes con las que tuvo aventuras en un intento de expiar su comportamiento despiadado. Aparece Julian, con quien Erica ahora está saliendo.
Harry, Erica y Julian cenan juntos y se separan amistosamente fuera del restaurante. Mientras Harry mira con angustia sobre el río Sena , llega Erica. Ella le dice que Julian se dio cuenta de que todavía ama a Harry y decidió hacerse a un lado para dejarlos estar juntos. Harry le dice que a los 63 años, está enamorado por primera vez en su vida y se abrazan.
Un año después, en un restaurante, Erica y Harry, ahora casados, salen con Marin, su esposo Danny y su nueva hija, celebrando la vida como una familia amorosa.

## Banda sonora
La banda sonora fue publicada por Warner Bros. Records el 9 de diciembre de 2003.

### Canciones
1. "Butterfly" - Crazy Town
2. "Sing a Song" - Earth, Wind & Fire
3. "Oooh Baby" - C+C Music Factory
4. "Samba de mon cœur qui bat" - Coralie Clément
5. "Fibre de Verre" - Paris Combo
6. "Let's Get It On" - Marvin Gaye
7. "O Beijo (The Kiss)" - Claudio Ragazzi
8. "Here We Go" - Grits
9. "Que Reste-t-il de Nos Amours" - Charles Trenet
10. "It's On Tonight" - Johnny Rourke
11. "You Can Get It If You Really Want" - Jimmy Cliff
12. "Have Dinner" - Badly Drawn Boy
13. "Assedic" - Les Escrocs
14. "I've Got a Crush on You" - Steve Tyrell
15. "Graffito Disguise" - Mason Daring
16. "I Only Have Eyes for You" - The Flamingos
17. "La Vie en Rose" - Louis Armstrong
18. "So Nice (Summer Samba)" - Astrud Gilberto
19. "Boum!" - Charles Trenet
20. "Je Cherche un Homme" - Eartha Kitt
21. "Sunday Morning" - Maroon 5
22. "Julian Calls" - Badly Drawn Boy
23. "C'est Si Bon" - Eartha Kitt
24. "Brazil" - Django Reinhardt
25. "Exactly Like You" - Christopher Westlake and Bonnie Greenberg
26. "Sweet Lorraine" - Stéphane Grappelli, Ilsa Eckinger, Ike Isaacs and the Diz Disley Trio
27. "I Only Have Eyes for You" - Michael Melvion, John Guerin, Tony Dumas, and Mitch Holder
28. "Learn How to Fall" - Paul Simon
29. "La Vie en Rose" - Jack Nicholson